# 什科夫利察市鎮

什科夫利察市鎮於斯洛維尼亞的位置

什科夫利察市鎮是斯洛文尼亞中部的一個市镇，行政中心為什科夫利察。市镇面積为43.3平方公里，2023年人口数量为11,897人。

## 外部連結
- 官方网站  （斯洛文尼亚文）
- Škofljica on Geopedia （页面存档备份，存于）